# Carolina Ullrich
Carolina Ullrich (* 1982 in Temuco) ist eine chilenische Opernsängerin (Sopran), die seit 2010 an der Semperoper in Dresden fest engagiert ist.

## Leben
Carolina Ullrich wurde in Temuco, einem Zentrum der Deutsch-Chilenen, als einzige Tochter des Deutschlehrers Gunter Ullrich und dessen Frau Sonia Meza geboren. Wegen der Arbeit ihres Vaters zog die Familie 1987 nach Deutschland, 1992 nach Kolumbien und 1999, mit der inzwischen 17-jährigen Carolina, zurück nach Chile. Carolina Ullrich begann 1999 an der Päpstlichen Katholischen Universität in Santiago de Chile ein Gesangsstudium bei Ahlke Scheffelt, das sie 2004 „summa cum laude“ abschloss. Nach dem Erwerb eines Stipendiums der Fundación Andes kam sie nach Augsburg und besuchte bei Edith Wiens an der Hochschule für Musik und Theater München Meisterklassen in Konzertgesang und Musiktheater. 2006 beteiligte sie sich am Internationalen Musikwettbewerb der ARD und wurde zusammen mit Roxana Constantinescu in der Sparte Gesang (Konzert und Lied) mit dem 2. Preis ausgezeichnet. Erste Preise errang sie beim Bundeswettbewerb Gesang Berlin sowie 2009 beim New Yorker Wettbewerb Young Concert Artists International Auditions. Die Sopranistin ist Preisträgerin verschiedener nationaler und internationaler Wettbewerbe, darunter der ARD-Musikwettbewerb, der Bundeswettbewerb Gesang in Berlin, der Schumann-Wettbewerb in Zwickau, „Das Lied“ in Berlin und „Young Concert Artists“ in New York. Im Oktober 2011 wurde ihr der Christel-Goltz-Preis der Stiftung zur Förderung der Semperoper verliehen.
Schon mit 19 Jahren erwarb Carolina Ullrich wichtige Erfahrungen im Opernfach am Teatro Municipal in Santiago de Chile. Sie sang unter den Dirigenten Frédéric Chaslin, Maurizio Benini, Giampaolo Bisanti, Jonathan Darlington, Asher Fish, Omer Meir Wellber, Pier Giorgio Morandi, Jonathan Nott, Christian Thielemann, Helmuth Rilling und Simon Rattle. Für das Adventskonzert des ZDF aus der Frauenkirche in Dresden sprang sie im Dezember 2010 für Anna Netrebko ein; bei der Silvestersendung 2010 des ZDF sang sie die Partie der Valencienne (Die lustige Witwe). Seit 2010/11 hat die Sopranistin ein Festengagement an der Semperoper Dresden und übernimmt hier Partien wie Susanna (Le nozze di Figaro), Gretel (Hänsel und Gretel), Adele (Die Fledermaus), Zdenka (Arabella), Pamina (Die Zauberflöte), Rose Maurrant (Street Scene), Oscar (Un ballo in maschera), Zerlina (Don Giovanni), Adina (L’elisir d’amore), Angelica (Orlando), Marzelline (Fidelio), Despina (Così fan tutte), Echo (Ariadne auf Naxos) und Margret (Feuersnot).
Unter der musikalischen Leitung von Jonathan Nott war sie als Nanetta (Falstaff) beim Luzerne Festival zu erleben. Im Juni 2013 gab Carolina Ullrich ihr erstes Konzert im Rahmen der Schubertiade mit Marcelo Amaral, dem verschiedene Liederabende im Rahmen der Convergences der Opéra Bastille Paris folgten. Im Mai 2015 sang sie das Italienische Liederbuch an der Internationalen Hugo-Wolf-Akademie in Stuttgart. Nach mehreren Auftritten mit Mahlers Sinfonie Nr. 4 unter der Leitung von Christoph Poppen und Omer Meir Wellber in Südkorea, Japan, Hong Kong und Italien führte sie Mahlers Sinfonie Nr. 2 im September 2015 nach Seoul.
Im selbigen Jahr trat sie erneut auf der Schubertiade in Hohenems mit einem Schubertprogramm auf, begleitet von Marcelo Amaral. An der Semperoper sang Carolina Ullrich in der Saison 2015/16 die Partie des Gretchen in der Neuproduktion des Wildschütz. Außerdem war sie als Musetta (La Bohème), Ännchen (Der Freischütz), Gretel, Angelica, Pamina und Susanna zu erleben. Im Januar erscheint eine neue CD, die gemeinsam mit dem Hyperion Trio aufgenommen wurde, mit Werken von Felix Woyrsch. Unter der Leitung von Jonathan Nott sang sie im März 2017 Schuberts Messe in Es-Dur in Genf und Lausanne. Im April 2017 sang sie die Matthäus-Passion in der Philharmonie am Gasteig, München, unter der Leitung von Enoch zu Guttenberg.